# Résistance féministe anti-guerre
Résistance féministe anti-guerre (FAS, russe : Феминистское антивоенное сопротивление) est un groupe de féministes russes fondé en février 2022 pour protester contre l'invasion russe de l'Ukraine en 2022. Au cours de son premier mois, les FAR ont conduit « l'une des campagnes anti-guerre qui s'est développée le plus rapidement en Russie », attirant plus de 26 000 abonnés sur Telegram.

## Manifeste
Dans un manifeste publié sur sa chaîne Telegram, Résistance féministe anti-guerre appelle les féministes du monde entier à s'unir pour s'opposer à la guerre lancée par le gouvernement de Vladimir Poutine :

« Aujourd’hui, les féministes sont l’une des rares forces politiques actives en Russie. Pendant longtemps, les autorités russes ne nous ont pas perçues comme un mouvement politique dangereux, et nous avons donc été temporairement moins touchées par la répression d’État que d’autres groupes politiques. Actuellement, plus de 45 organisations féministes différentes opèrent dans tout le pays, de Kaliningrad à Vladivostok, de Rostov-sur-le-Don à Oulan-Oudé et Mourmansk. Nous appelons les féministes et les groupes féministes de Russie à rejoindre la Résistance féministe anti-guerre et à unir leurs forces pour s’opposer activement à la guerre et au gouvernement qui l’a déclenchée. »

Une traduction anglaise du manifeste a été publiée dans Jacobin, et le manifeste a été traduit dans près de 30 langues, dont le tatar, le tchouvache et l'oudmourte.

## Activités
Le 8 mars 2022, Journée internationale de la femme, Résistance féministe anti-guerre a organisé le dépôt de fleurs, chrysanthèmes et tulipes ornées de rubans bleus et jaunes, sur des monuments consacrés aux guerres :
Des manifestations ont eu lieu dans 94 villes russes et étrangères dont Saint-Pétersbourg, Moscou, Vladivostok, Iekaterinbourg, Novossibirsk, Krasnoïarsk, Kanach, Iaroslavl, Syktyvkar, Smolensk, Louga, Lytkarino, Ijevsk, Volgograd, Irkoutsk, Nijni Novgorod, Oufa, Omsk, Mytichtchi, Guelendjik, Perm, Kazan, Zelenograd, Balachov, Saratov, Biïsk, Khimki, Tcheliabinsk, Krasnodar, Novovoronej, Vologda, Korolev, Troïtsk, Serpoukhov, Vladimir, Revda, Togliatti, Kaliningrad, Naberejnye Tchelny, Ramenskoïe, Volgodonsk, Samara, Leninavan, Stavropol, Arkhangelsk, Iochkar-Ola, Krasnogorsk, Novokouïbychevsk, Jeleznovodsk, Mourom, Snegiri, Nakhabino, Rostov-sur-le-Don, Tcheboksary, Saransk, Dzerjinski, Novgorod, Tioumen, Tobolsk, Podolsk, Toula, Grebnevo, Dolgoproudny, Mourino, Vladikavkaz et Alaguir.
Les militantes ont écrit des slogans anti-guerre sur les billets de banque, installé des objets d'art dans les parcs, se sont habillées tout en noir en public en signe de deuil, distribué des fleurs ou simplement pleuré dans le métro de Moscou.
Résistance féministe antiguerre a diffusé sur Telegram une maquette prête à l’impression de tracts opposés à la guerre, au format des étiquettes de magasins auxquelles ils devaient être substitués. Malgré les consignes de sécurité du mouvement, la musicienne et créatrice de bandes dessinées traitant de la santé mentale, Alexandra (Sacha) Skotchilenko a été dénoncée, en mars 2022, par une cliente qui ne pouvait « supporter de lire de tels mensonges. » Le 16 novembre 2023, un tribunal de Saint-Pétersbourg a condamné Alexandra Skotchilenko à sept ans de prison,. La condamnée a bénéficié d'un échange de prisonniers.
En mai 2023, Russie-Libertés invite à Paris la militante russe Daria Serenko, cofondatrice de Résistance féministe anti-guerre et exilée en Géorgie depuis juin 2022, dans le but de « témoigner sur le rôle des femmes dans la résistance à la guerre et à la dictature en Russie ».